# 徳島県警察学校

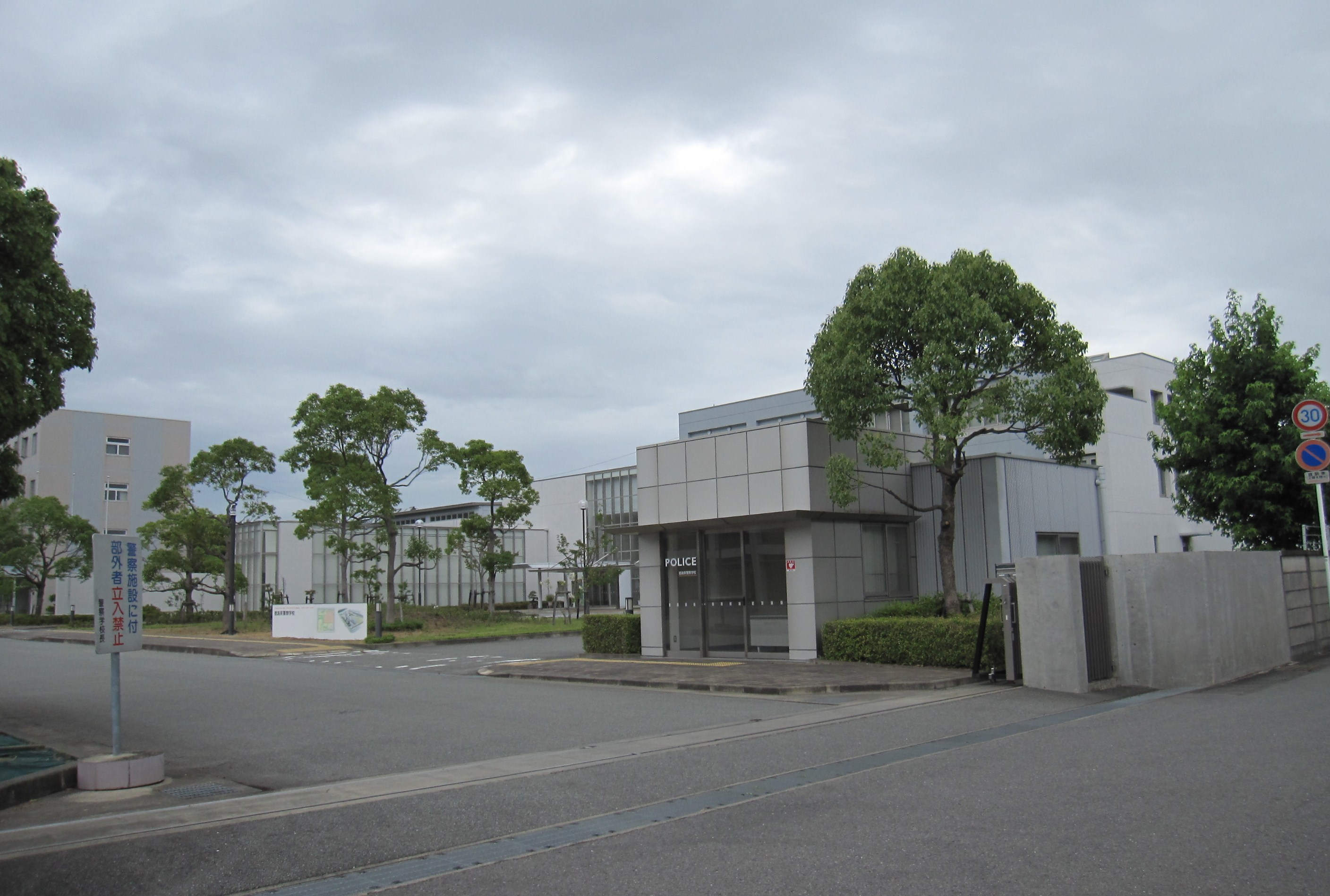
徳島県警察学校

徳島県警察学校（とくしまけんけいさつがっこう、英語：Tokushima Prefectural Police School）は、徳島県が設置した警察学校。警察職員の養成及び教育を目的とする。徳島県警察の管轄であり、警察学校長は警視。

## 所在地
徳島県徳島市論田町中開51-1

## 組織
幹部
- 校長（警視）
- 副校長（警視）
- 指導官（警部）
- 校長補佐（警部及び警部相当職）

## 施設
学校施設の使用者は、県警察の各所属及び職員、使用を希望する官公庁又はその職員（総合体育館、道場及び運動場のみ）、その他管理者が特に使用を許可する団体又は個人（管理者が許可する範囲のみ）である。
使用時間は平日が9:00から21:00、土曜日、日曜日及び祝日が9:00から17:00。
- 教場及び講堂
- 総合体育館
- 武道場
- 運動場
- その他の学校施設